# Противостояние: Война в заливе
Противостоя́ние: Война́ в зали́ве (англ. Gulf War) — компьютерная игра в жанре «стратегия реального времени» (RTS) на тему ирано-иракской войны 1980—1988. Вышла 19 марта 2004 года (Россия).

## Разработчик
Игра разработана российской студией «Red Ice» («Красный Лёд») на движке игры «Противостояние 4» (англ. Sudden Strike 2). Издана фирмой «Руссобит-М».

## Геймплей
Сюжет игры целиком основан на сражениях и операциях ирано-иракской войны. Целью игрока является выполнение различных боевых заданий, которые ставятся ему перед началом миссии в брифинге (например оборона или наступление на широком фронте,в населенных пунктах,действия по  форсированию водных преград,диверсионные операции и так далее). При этом игрок может управлять как небольшими подразделениями (взвод,рота),так и более крупными (батальон,полк) с приданными подразделениями,также игрок может запрашивать поддержку авиации и воздушный десант.
Игра отражает исторические особенности и тактику сторон ирано-иракской войны.
Иракские вооруженные силы рассчитывали на превосходство в технике и вооружении,активно применяли танковые и механизированные войска,авиацию,артиллерию. Кроме того Ирак использовал химическое оружие,применяя начинённые боевыми отравляющими веществами артиллерийские боеприпасы,авиационные бомбы,тактические ракеты.
Иранские вооружённые силы из-за внутриполитических осложнений,вызванных исламской революцией в Иране,репрессий в армии,были существенно ослаблены и делали ставку на численное превосходство и значительное количество пехотных подразделений (в том числе Корпуса Стражей Исламской революции),имевших на вооружении стрелковое оружие,лёгкие артсистемы,противотанковые средства,автотранспорт, десантно-высадочные средства. При этом иранские войска действовали при ограниченной поддержке бронетехникой,полевой артиллерией,средствами противовоздушной обороны и авиацией.
Игрок может управлять различными юнитами — пехотой, артиллерией, танками, БМП и БТР, автомобилями, грузовиками, авиацией и катерами. Производить юниты и технику невозможно,подкрепления прибывают на карту по скриптовым условиям миссий. За каждую из сторон (Иран и Ирак соответственно) есть кампания по десять миссий в каждой. Помимо кампаний присутствуют десять одиночных миссий. Реализована также возможность сетевой игры (многопользовательская). Имеется редактор миссий, с помощью которого можно создавать свои собственные миссии и кампании.

## Технические особенности
| Русскоязычные издания | Русскоязычные издания |
| Издание               | Оценка                |
| --------------------- | --------------------- |
| Absolute Games        | 69/100                |

Игра представляет собой классическую 2-мерную изометрическую стратегию. Существует три разрешения экрана — максимальное составляет 1024x768. Стандартная игровая локация представляет собой ромбовидную карту (проекцию), состоящую из 256х256 игровых ячеек (тайлов), что соответствует, примерно, четырем квадратным километрам в реальной действительности. На игровой локации одновременно может находиться и взаимодействовать около 2000 юнитов, не считая объектов.

## Игровые особенности
| Системные требования | Системные требования                                 | Системные требования                              |
| -------------------- | ---------------------------------------------------- | ------------------------------------------------- |
|                      | Минимальные                                          | Рекомендуемые                                     |
| Windows              |                                                      |                                                   |
| ОС                   | Windows 98, ME, 2000 XP.                             | Windows 98, ME, 2000 XP.                          |
| ЦПУ                  | Pentium II 300MHz                                    | Pentium III 600MHz                                |
| Объём ОЗУ            | 128 MB                                               | 128 MB                                            |
| Место на диске       | 260 MB свободного пространства                       | 260 MB свободного пространства                    |
| Видеокарта           | Direct3D-совместимая видеокарта из 16 MB видеопамяти | Direct3D-совместимая видеокарта 16 MB видеопамяти |
| Звуковая плата       | Звуковая карта                                       | Звуковая карта                                    |

- согласно исторической действительности Ирак имеет преимущественно советское вооружение, а Иран использует в основном  американское;
- две игровые кампании за каждую из сторон — по 10 миссий в каждой;
- 10 однопользовательских миссий и 5 сетевых;
- все оружие и юниты имеют реальные прототипы;
- графический движок игры «Противостояние 4»;
- миссии проходят как днём, так и ночью;
- большие возможности редактора сценариев.